# Riccardo Cornolti
Riccardo Cornolti (Bergamo, 5 marzo 1905 – Bergamo, 16 dicembre 1963) è stato un calciatore e organaro italiano, di ruolo difensore.

## Carriera
Appartenente ad una famiglia di calciatori (i fratelli Luca e Giacomo giocarono anch'essi nell'Atalanta), cresce nell'Ardens Bergamo per passare all'Atalanta, con cui debutta in Seconda Divisione.
Con i nerazzurri disputa dieci stagioni totalizzando 192 presenze e 12 reti.
Termina la carriera nella Trevigliese, per passare poi tra gli amatori con la Zognese.
A partire dagli anni venti aiuta il padre Canuto Cornolti e il fratello Giacomo nell'attività di famiglia: la costruzione e la riparazione/restaurazione dell'organo; l'attività della famiglia è proseguita fino agli anni settanta.
Soprannominato in dialetto bergamasco "bombardì" (bombardino) perché da attaccante fa gol pesanti, nonostante successivamente diventi terzino.
Lo scrittore 
Renato Ravanelli, riprendendo il quotidiano L'Eco di Bergamo del 1930, 
scrisse: "Eccolo qui "Bombardino", il terzino che non fallisce un 
pallone; eccolo impegnato in partita con tutti i suoi capelli biondi 
lasciati al vento sulla sua testa. Con quel viso triangolare, che in 
una partita accanita assume aspetti strani, con quel suo corpo non 
atletico, rassomiglia- anche per l'intervento delle sue morali qualità- 
ad un piccolo essere di leggenda. E con quei capelli biondi, se 
domandassimo ad un tedesco a chi potrebbe assomigliare il nostro 
Riccardo Cornolti, la risposta sarebbe: Sigfrido. Il neroazzurro si può 
per davvero considerare un piccolo eroe dello sparuto mondo calcistico 
bergamasco. E se gli appassionati sportivi di Bergamo amano e seguono e 
applaudono questo atleta nostrano, facendo di lui quasi una bandiera, 
non fanno male, non peccano di esagerazione né di montatura; in fin dei 
conti non fanno altro che dare a bombardino quel che è di bombardino. 
Questo calciatore ha un gioco difensivo così schietto, lineare, preciso,
redditizio, che a prima vista, uno che non lo conoscesse, non lo 
potrebbe supporre. La sua scelta di tempo è così straordinaria che egli,
basso di statura ed esile di corporatura, riesce lo stesso a battere 
qualsiasi avversario, in lunghezza come in altezza. Il suo entrare ed 
uscire da ogni scontro e da ogni mischia è fatto in modo così elegante 
ed intelligente che mai sul suo cammino trova piedi avversari. E mai 
difatti abbiamo visto questo biondo Riccardo cuor di leone dolorante a 
terra per aver ricevuto una botta! È uno dei pochi calciatori che 
riesce ad ottenere dal suo fisico, per l'intelligenza di gioco, un 
rendimento pari al mille per mille. Molti sono coloro che esclamano:" 
Ah, se fosse una spanna più alto! Sarebbe nazionale!". Nossignori. Se il
bombardino fosse più alto, non sarebbe più quel valoroso calciatore che
è oggi. E poco alla volta piacerebbe meno. Nello sport c'è più 
sentimento di quel che si creda: Cornolti III oggi piace anche perché 
egli si manifesta come un Davide, non già come un Golia; un inferiore, 
mai un più potente. E poi che conta l'esser piccolo? Leggendo una volta 
un articolo di Marino Moretti, abbiamo rimarcato un avverbio e un 
aggettivo messi assieme: colossalmente piccolo. Ebbene, noi il nostro 
venticinquenne Riccardo, puro prodotto atalantino, siamo disposti a 
giudicarlo in campo colossalmente grande. Per la sua maniera di gioco 
sbarazzina, ardita, sfidante tutti. E anche perché, pur essendo biondo, 
egli in campo meglio di ogni altro rappresenta il testardo valore della 
nostra razza montanara".

## Palmarès

### Club

#### Competizioni nazionali
- Prima Divisione: 1

Atalanta: 1927-1928